# Be...
「Be...」（ビー）は、Ms.OOJAの5枚目のシングル。2012年2月29日にUniversal Sigmaから発売された。

## 概要
「Be...」はMs.OOJA通算5枚目となるマキシシングル。C/Wとして松本英子の楽曲「Squall」のカバー、および「I Gotta Feel」が収録された。楽曲はMs.OOJAのシングルで最大の売上を記録した。

### タイアップ
「Be...」はTBS系テレビドラマ「恋愛ニート〜忘れた恋のはじめ方」主題歌のために書き下ろされた。
またテレビ東京系「流派-R」2012年2月度オープニングテーマ、毎日放送「MUSIC EDGE + Osaka Style」2012年2月度エンディングテーマ、九州朝日放送「ドォーモ」2012年3月度エンディングテーマに起用された。
2013年からプロ野球・福岡ソフトバンクホークスの明石健志内野手が｢Be...｣を登場曲に使用。明石選手とは2015年には対談、2016年にMV出演が実現。2022年9月24日に福岡PayPayドームで行われた明石選手の現役引退セレモニーでは、Ms.OOJAが花束贈呈と楽曲の生歌唱を行った。

### チャート
オリコン週間CDシングルランキング20位、Billboard Japan 週間CDシングルランキング3位。
2012年2-3月にかけて全国のテレビ・ラジオ合計50局でパワープレイを獲得、配信100万ダウンロードを突破した。
レコチョク着うたウィークリーチャートで12週連続、着うたフルでは9週連続TOP10入りを記録。
iTunesではJ-POPチャートにおいて51日連続TOP5入りを果たした。

### ミュージックビデオ
ミュージックビデオは富士五湖の西湖で撮影された。主題歌となったドラマ「恋愛ニート～忘れた恋のはじめ方～」で仲間由紀恵の妹役を演じた本田翼(当時19歳)が出演した。撮影は厳冬期で気温は-8度であった。

### その他
「Be...」は度々セルフカバーが行われており、2012年「Woman -Love Song Covers-」でストリングスアレンジを加えた「Be...(Stardust Version)」、2014年「Woman2 -Love Song Covers-」でアコースティック一発録りによる「Be...(Teardrop Version)」、 2016年「Ms.OOJA The Best「あなたの主題歌」」で黒沢薫とのデュエットによる「Be... duet with 黒沢薫」が制作された。
「10th Anniversary Best 〜私たちの主題歌〜」リリース時のインタビューでは「「Be...」でヒットを経験できたのはすごくラッキーだったと思います。あそこでいろんな景色が変わりましたからね。「これがメジャーってやつか」みたいな(笑)。「Be...」がヒットしたあと、それまでと同じように活動していたはずなのに翌年のライブでは客席が半分しか埋まらない状況だったんですよ。もちろんそれはその当時の自分の不甲斐なさに要因があったとは思うんですけど、自分としてはかなりショックで悔しい出来事で。ただ、私は比較的デビューが遅かったので、それ以前に社会経験をそれなりにしていたんです。だから、そういったつらい状況も乗り越えられたんじゃないかなと思いますね。もっと若い頃にメジャーデビューしていたら、私はそこでダメになってしまっていたかも。」と語った。
C/W曲の「Squall」は、サビ以外の歌詞をMs.OOJAによって新たに書かれて歌われた。
「Be...」「I Gotta Feel」は2ndアルバム「Heart」に収録された。

## 収録曲
| #         | タイトル                   | 作詞             | 作曲                               | 編曲                       | 時間  |
| --------- | -------------------------- | ---------------- | ---------------------------------- | -------------------------- | ----- |
| 1.        | 「Be...」                  | Ms.OOJA          | Ms.OOJA/Alex Geringas/her0ism/TAZZ | Alex Geringas/her0ism/TAZZ | 4:53  |
| 2.        | 「Squall」(松本英子の楽曲) | 福山雅治/Ms.OOJA | 福山雅治                           | D.N.A. Instrumental        | 4:15  |
| 3.        | 「I Gotta Feel」           | Ms.OOJA          | Ms.OOJA                            | TAZZ                       | 3:42  |
| 4.        | 「Be... (Instrumental)」   | Ms.OOJA          | Ms.OOJA/Alex Geringas/her0ism/TAZZ | Alex Geringas/her0ism/TAZZ | 4:50  |
| 合計時間: | 合計時間:                  | 合計時間:        | 合計時間:                          | 合計時間:                  | 17:41 |

## ミュージックビデオ
| 曲名  | ミュージックビデオ                                                    |
| ----- | --------------------------------------------------------------------- |
| Be... | Ms.OOJA 「Be...」(Teaser) - YouTube                                   |
| Be... | 【ドキュメンタリーPV】 Ms.OOJA/Be...your stories 矢野貴章篇 - YouTube |
| Be... | 【MV】Ms.OOJA《Be...》【官方投稿】 - bilibili（中国語）               |
| Be... | Ms.OOJA「Be...」Official Music Video (Full Ver.) - YouTube            |

## タイアップ
| 曲名                                                              | タイアップ                                                |
| ----------------------------------------------------------------- | --------------------------------------------------------- |
| Be...                                                             | TBS系ドラマ「恋愛ニート〜忘れた恋のはじめ方」主題歌(2012) |
| テレビ東京系「流派-R」2012年2月度オープニングテーマ               |                                                           |
| 毎日放送「MUSIC EDGE + Osaka Style」2012年2月度エンディングテーマ |                                                           |
| 九州朝日放送「ドォーモ」2012年3月度エンディングテーマ             |                                                           |
| 福岡ソフトバンクホークス「明石健志」内野手登場曲                  |                                                           |

## チャート
| チャート(2013)                           | 最高位 |
| ---------------------------------------- | ------ |
| Oricon 週間CDシングルランキング          | 20     |
| Billboard Japan 週間CDシングルランキング | 3      |

## 収録アルバム
| # | 楽曲                 | アルバム      | アルバム                                 |
| # | 楽曲                 | 発売年月日    | タイトル                                 |
| - | -------------------- | ------------- | ---------------------------------------- |
| 1 | Be...                | 2012年5月9日  | Heart                                    |
| 1 | Be...                | 2022年2月16日 | 10th Anniversary Best 〜私たちの主題歌〜 |
| 2 | Squall               | —             | アルバム未収録                           |
| 3 | I Gotta Feel         | 2012年5月9日  | Heart                                    |
| 4 | Be... (Instrumental) | —             | アルバム未収録                           |